# Åke Hök

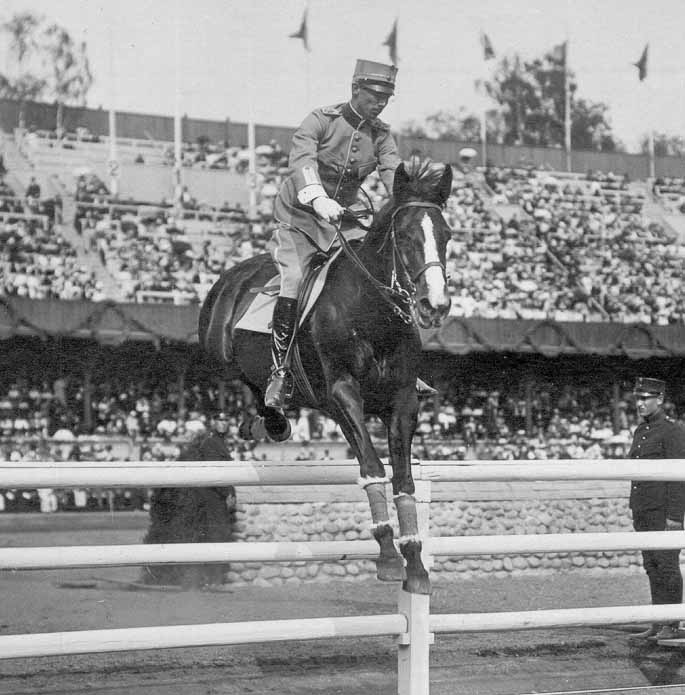
Åke Hök som tävlande vid olympiska spelen i Stockholm 1912.

Åke Karl Wilhelm Hök, född 17 juni 1889 i Järlåsa socken, död 2 maj 1963 i Helsingborg, var en svensk militär.
Åke Hök var son till överstelöjtnanten Carl Johan Abraham Hök och brorson till Wilhelm Hök. Hök blev underlöjtnant vid Skånska dragonregementet 1910. Han deltog i olympiska sommarspelen 1912 i Stockholm, där han slutade på tjugoandra plats i individuell hoppning. Hök genomgick Krigshögskolan 1917–1919, var generalstabsaspirant 1920–1922 och utnämndes till kapten vid Generalstaben 1923. År 1927 tjänstgjorde han i franska armén. Hök blev ryttmästare vid Livregementet till häst 1928 och återvände till Generalstaben 1932, där han 1933 blev major. År 1935 utnämndes han till överstelöjtnant vid Skånska kavalleriregementet, där han 1937 blev överste och chef. År 1942 blev han sekundchef för Livregementets husarer och 1946 åter chef för det återuppsatta Skånska kavalleriregementet. Hök stod till Försvarsdepartementets förfogande som sakkunnig 1928, 1931 och 1936. Han var stabschef i Kavalleriinspektionen 1932–1935 och tjänsteförrättande inspektör för lokalförsvaret inom Tredje militärområdet 1943–1944. Hök blev riddare av Vasaorden 1930, av Svärdsorden 1931, kommendör av andra klassen av sistnämnda orden 1940 och av första klassen 1943. Han vilar på Norra begravningsplatsen utanför Stockholm.